# 풍산고등학교 (경기)
풍산고등학교(豊山高等學校)는 대한민국 경기도 하남시 덕풍동에 있는 공립 고등학교이다.

## 학교 연혁
- 2012년 1월 7일 : 경기도립학교 설치 조례 공포 (24학급 인가)
- 2012년 3월 1일 : 초대 김동민 교장 취임
- 2012년 3월 2일 : 제1회 입학식 (남 149명, 여 89명 계 238명)
- 2015년 2월 6일 : 제1회 졸업식 (7학급 207명)
- 2024년 2월 8일 : 제10회 졸업식(8학급 206명)
- 2024년 3월 1일 : 제6대 손용태 교장 취임
- 2024년 3월 4일 : 제13회 입학식(남 127명, 여 130명 계 257명)

## 참고 자료
- 풍산고등학교 - 한국교육학술정보원 학교알리미